# Dani Lorenzo
Daniel Lorenzo Guerrero (Málaga, 5 de abril de 2003), conocido como Dani Lorenzo, es un futbolista español que juega en la demarcación de centrocampista en el Málaga C. F. de Primera Federación.

## Trayectoria
Nacido en Málaga, es un jugador formado en La Academia del Málaga CF hasta 2017, que abandonó el club malagueño para ingresar en la estructura del Real Madrid para jugar en el Cadete "B". En el Real Madrid estuvo durante cuatro temporadas llegando a jugar hasta el Juvenil "B", para regresar en verano de 2021 al Málaga CF. 
En la temporada 2021-22, da el salto al Atlético Malagueño de la Tercera División de España.
El 5 de diciembre de 2021, debuta en la Segunda División de España con el Málaga CF en un encuentro frente a la SD Amorebieta, que acabaría por derrota de un gol a dos. En las siguientes jornadas, volvería a jugar partidos con el primer equipo del Málaga CF, alternando participaciones con el filial.
El 19 de enero de 2023, firma por la Asociación Deportiva Mérida de Primera Federación, cedido por el Málaga CF hasta el final de la temporada. En la temporada 2023-2024 vuelve a las filas del Málaga CF par formar parte de la primera plantilla del conjunto blanquiazul.

## Clubes
| Club                  | País   | Año               | Partidos | Goles |
| --------------------- | ------ | ----------------- | -------- | ----- |
| Atlético Malagueño    | España | 2021-22           |          |       |
| Málaga C. F.          | España | 2021 - Actualidad | 2        | 0     |
| A. D. Mérida (cedido) | España | 2023              |          |       |